# Reckenzin
Reckenzin ist ein Ortsteil der Gemeinde Karstädt im Landkreis Prignitz in Brandenburg.

## Geografie
Der Ort liegt 8 Kilometer nordnordwestlich von Karstädt und 19 Kilometer nordwestlich von Perleberg. Die Nachbarorte sind Balow und Dambeck im Nordosten, Streesow im Osten, Dallmin im Südosten, Bootz im Süden, Ziegelei im Südwesten, Kolonie im Westen sowie Klein Warnow und Wendisch Warnow im Nordwesten.

## Geschichte
Die erste schriftliche Erwähnung von Reckenzin stammt aus dem Jahr 1378. Darin wurde der Ort unter dem Namen „Rekentzin“ verzeichnet.
Vor 1816 gehörte der Ort zum Kreis Lenzen in der Provinz Prignitz; ein Teil der Kurmark der Mark Brandenburg und kam anschließend zum Kreis Westprignitz. Auf dem Urmeßtischblatt „1308 Balow“ aus dem Jahr 1825 ist Reckenzin als großes Angerdorf zu erkennen, auf dessen Anger die Kirche steht. Zu dieser Zeit wurden vermutlich Teile der wüsten Feldmark Lehmkuhl bereits hinzugezählt. 1860 hatte der Ort eine Gemarkungsgröße von insgesamt 3188 Morgen. Davon waren 45 Morgen Garten, 70 Morgen Gehöfte, 355 Morgen Wald, 460 Morgen Wiese, 706 Morgen Weide und 1552 Morgen Acker. 1877 wurde die wüste Feldmark Lehmkuhl in Parzellen zerlegt und auf die Gemeinden Reckenzin und Sargleben aufgeteilt. 1900 war das Dorf ein Gemeindebezirk und umfasste eine Fläche von 834 Hektar.
1931 wurde Reckenzin als Gemeinde verzeichnet, zu welcher der Wohnplatz „Ausbau Neu Pinnow“ zählte und insgesamt 835 Hektar gehörten. Ab 1952 gehörte Reckenzin zum Kreis Perleberg im Bezirk Schwerin. 1957 wurde der Wohnplatz „Ausbau Neu Pinnow“ erneut als Teil der Gemeinde verzeichnet, 1964 jedoch nicht mehr erwähnt. 1973 wurde die zuvor selbstständige Gemeinde Streesow eingegliedert. 1985 wurde Streesow als Ortsteil der Gemeinde geführt. Im Jahr 1992 schloss sich die Gemeinde Reckenzin dem neu gebildeten Amt Karstädt an und wurde 1993 ein Teil des heutigen Landkreises Prignitz. 1995 wurde Streesow erneut als Ortsteil verzeichnet.
Die zuvor selbstständige Gemeinde Reckenzin wurde zum 31. Dezember 2001 in Karstädt eingegliedert.

## Kultur und Sehenswürdigkeiten
Die Liste der Baudenkmale in Karstädt enthält neben der Dorfkirche Reckenzin zwei weitere Einträge zum Ort.
In der Liste der Bodendenkmale in Karstädt sind insgesamt zehn Bodendenkmale zur Gemarkung Reckenzin verzeichnet.
In Reckenzin wird der Faslam, ein ländlicher niederdeutscher Winterbrauch, nicht um die Wintersonnenwende, sondern zu Pfingsten als Ausmaien oder Eierschnorren praktiziert.

## Verkehr
Der Ort ist über zwei Landesstraßen zweiter Ordnung zu erreichen: über die L 133 von Dallmin und Garlin und über die L 134 von Groß Warnow aus. Bei letzterem Ort befindet sich auch die nächstgelegene Anschlussstelle der hier neuen Bundesautobahn 14.
Die Bahnstrecke Berlin–Hamburg teilt den Ort und trennt die westlichen Siedlungsteile vom Hauptort ab. Ein Bahnhof existiert hier nicht.